# Roland Nilsson
Roland Nilsson (Helsingborg, 27 de novembro de 1963) é um ex-futebolista profissional e atualmente treinador de futebol sueco, que atuava como lateral-direito.

## Carreira
Por clubes, defendeu Helsingborg, IFK Göteborg, Sheffield Wednesday, Coventry City e GAIS, sendo que nestes últimos desempenhou ainda a função de treinador.
Nilsson, que disputou sua primeira partida pela Seleção Sueca em 1986, competiu na Copa do Mundo de 1990, sediada na Itália, na qual seu país terminou na vigésima primeira colocação dentre os 24 participantes. Esteve presente ainda na Copa do Mundo de 1994, na qual a Suécia conquistou o terceiro lugar.
Jogou ainda duas Eurocopas: em 1992 fez parte do elenco que chegou às semifinais, enquanto que na edição de 2000, em um elenco envelhecido (além de Nilsson, Magnus Hedman, Joachim Björklund, Teddy Lučić, Patrik Andersson, Håkan Mild, Henrik Larsson e Kennet Andersson eram os remanescentes da geração dos anos 90), pouco fez para evitar a eliminação ainda na primeira fase. Em 14 anos defendendo a seleção, disputou 116 jogos e marcou um gol.